# Brian Cusworth
Brian Michael Cusworth (St. Louis, 9 marzo 1984) è un ex cestista statunitense, professionista nella NBDL e in Europa.

## Palmarès
- Campionato estone: 1

Tartu Ülikooli: 2007-08